# Bartkowiak (film)
Bartkowiak è un film del 2021 diretto da Daniel Markowicz.

## Trama
Tomek, lottatore di MMA, decide di abbandonare lo sport dopo una grossa sconfitta. Decide quindi di buttarsi il passato alle spalle interrompendo tutti i contatti con l'ambiente sportivo e rifugiandosi lontano da tutti in un paesino di montagna. Scoprirà però che la morte del fratello non è stato un incidente.

## Distribuzione
Il film è stato distribuito sulla piattaforma Netflix a partire dal 28 luglio 2021.